# 2024 en danse
| Années de la danse : 2021 - 2022 - 2023 - 2024 - 2025 - 2026 - 2027    |
| Décennies de la danse : 1990 - 2000 - 2010 - 2020 - 2030 - 2040 - 2050 |

Cet article présente les faits marquants de l'année 2024 en danse.

## Festivals
- 46e édition des Hivernales d'Avignon du 22 février au 2 mars 2024
- 44e édition du Festival Montpellier Danse du 22 juin au 6 juillet 2024
- 34e édition du Festival « Le Temps d'Aimer la Danse » à Biarritz du 4 au 16 septembre 2024

## Décès
- 3 janvier : Lillian Crombie, 66 ans, actrice et danseuse aborigène australienne. (° 1958)
- 4 janvier : Glynis Johns, 100 ans, actrice, chanteuse et danseuse britannique. (° 5 octobre 1923)
- 16 janvier : Lahcen Zinoun, 79 ans;, danseur, chorégraphe et réalisateur marocain. (° 14 septembre 1944)
- 29 janvier : Hinton Battle, 67 ans, acteur, danseur et chanteur américain. (° 29 novembre 1956)
- 30 janvier : Chita Rivera, 91 ans, actrice, chanteuse et danseuse américaine, figure importante des comédies musicales à Broadway des années 1950 aux années 1990. (° 23 janvier 1933)
- 29 décembre : Dada Masilo[1], 39 ans, danseuse et chorégraphe sud-africaine, connue pour ses interprétations uniques et innovantes de ballets classiques. (° 21 février 1985)